# Відаш Лідія Михайлівна
Лідія Відаш (2 травня 1948, с. Гвіздівці Сокирянського району Чернівецької області — 24 липня 2012, Київ) — українська співачка та музикантка. Перша виконавиця пісень Володимира Івасюка «Я піду в далекі гори», «Казка гір», «Відлуння твоїх кроків», «Каштани». Заслужена артистка України.

## Життєпис
Народилася 2 травня 1948 року у селі Гвіздівці Сокирянського району Чернівецької області. Її батько Міклош — угорець, а дід Сімон — француз за походженням.
Закінчила Гвіздівецьку середню школу та Чернівецьке музичне училище.
У шлюбі з естрадним режисером та конферансьє Ремом Борисюком народила доньку Лесю. Чоловік дуже ревнував Лідію до сцени, через що їй довелося залишити роботу в Москві, але шлюб все одно розпався. Пізніше одружувалась ще двічі. 
Після виходу на пенсію жила досить бідно, мріяла видати мемуари та зробити творчий вечір. Мрії залишилися нереалізованими через відсутність коштів та жертводавців.
Після тяжкої і тривалої хвороби Лідія Відаш померла 24 липня 2012 року. Некролог про її смерть не опублікував жоден ЗМІ.

## Творча біографія
Після закінчення музичного училища Лідія Відаш була запрошена солісткою у вокально-інструментальний оркестр «Київ», а згодом солісткою Київського мюзик-холу. Восени 1969 року вона вперше виконала на Республіканському радіо пісні Володимира Івасюка «Я піду в далекі гори» та «Каштани». Пізніше вона стала першою виконавицею ще двох пісень В. Івасюка — «Казка гір» та «Відлуння твоїх кроків».
У 1974 році на V Всесоюзному конкурсі артистів естради Лідія Відаш посіла друге місце. Перше місце на цьому конкурсі виборов Ренат Ібрагімов, а третє — Алла Пугачова. Конкурс проходив у три тури. В кожному з турів Лідія виконувала «Ой летіли дикі гуси…» (музика Ігоря Поклада, слова Юрія Рибчинського), а також пісні «Черемшина», «Марічка», «Як я люблю тебе», «Моя Буковина», «Степом, степом».
Почесним членом журі був Леонід Утьосов. Він запропонував Лідії роботу у Москві: «Жити можна хоч на Камчатці, а працювати треба в Москві!». Після конкурсу Лідія Відаш повернулася до Києва в Укрконцерт, але через деякий час почала працювати в Москві у ВІА «Цветы» Стаса Наміна. Під час гастролей співала на 4-5 концертах за день. «Пам'ятаю, в Якутську дали рекордних вісім концертів за один день». Через сімейні обставини за три роки повернулася до Києва.
Наприкінці 70-х співпрацювала з ансамблем Володимира Ходзицького «Крок», що був утворений на базі акомпануючого складу Л. Відаш. Великою популярністю на українському радіо користувалася їхня версія пісні Ігоря Поклада та Дмитра Луценка «Як я люблю тебе». В 1980—1990 роках Лідія Відаш майже не записується, приділяючи основну увагу виступам на сцені із власною акомпанувальною групою «Бенефіс» та данс-балетом. 
За свідченнями Лідії Відаш, її кар'єру занапастив режисер урядових концертних програм Борис Шарварко після їх конфлікту під час фестивалю «Кримські зорі»:
|  | Він був страшний бабій. Жодної співачки не пропускав. Хтось отримував від нього квартири і звання. А хтось — немилість. Як я, наприклад. |

### Співпраця з Івасюком
Лідія Відаш була першою професійною співачкою, яка виконала пісні Володимира Івасюка. Восени 1969 року в її виконанні на українському радіо прозвучали пісні Івасюка «Я піду в далекі гори» та «Каштани». Пісню «Каштани» Івасюк вважав «недовершеною пробою пера» і написав співачці листа з проханням цю пісню більше не виконувати. Проте Відаш пісню записала, після чого вона ще довго звучала по радіо. Пізніше Відаш стала першою виконавицею ще двох пісень пісень В. Івасюка як «Казка гір» та «Відлуння твоїх кроків». Передавши цю пісню Лідії Відаш, Івасюк сказав: «Вона зробить з цього романсу шедевр». Відаш згадувала:
|  | Майже всі нові пісні він випробував на мені. По п'ятницях, одягнувши рюкзаки, ми ішли в гори. Боже мій, як Володя любив Карпати! До речі, там у горах, під гітару він заспівав уперше пісню «Я піду в далекі гори». Його пісні зробили справжній «переворот» в українській естраді... Дуже багато виконавців його пісень ставали відомими і популярними завдяки його таланту. У 1974 році в Москві на Всесоюзному конкурсі артистів естради я теж змогла перемогти саме завдяки пісням Івасюка. |